# Herrgottschnitzerhütte
Die Herrgottschnitzerhütte, offiziell als „Herrgottschnitzer – Franz Kaupe-Haus“ bezeichnet, ist eine Schutzhütte des Österreichischen Touristenvereins (ÖTV) auf dem Kampstein im südlichen Niederösterreich. 

## Lage, Name und Geschichte
Die Hütte befindet sich auf 1318 m Höhe am Osthang des 1467 hohen Kampsteins und auf dem Gemeindegebiet von Aspangberg-St. Peter. Sie wurde 1925 von der Wiener Alpinen Gesellschaft „d’Herrgottschnitzer“ errichtet und 1984 wurde der Anschluss an das Stromnetz fertiggestellt. 1980 schloss die Alpine Gesellschaft „D‘Hergottschnitzer“ sich dem Österreichischen Touristenverein (ÖTV) an, so dass die beiden „Herrgottschnitzer“-Häuser am Kampstein und auf der Hohen Wand in das Eigentum des ÖTV übergingen. Nach dem Ableben des langjährigen ÖTV-Obmanns Franz Kaupe am 17. Mai 1995 wurde auf einstimmigen Beschluss des ÖTV-Zentralvorstandes sowie der Mitglieder der Gruppe „Herrgottschnitzer“ das Haus in „Hergottschnitzer – Franz Kaupe-Haus“ umbenannt. Größere Erweiterungen fanden 1990 (Sanitär- und Wirtschaftstrakt angebaut) und 1997 (neue Pächterwohnung) statt.